# Parc national des Abruzzes, Latium et Molise
Le parc national des Abruzzes, Latium et Molise (Parco Nazionale d'Abruzzo, Lazio e Molise) est une réserve naturelle protégée. Elle se situe pour la plus grande partie dans la région des Abruzzes au centre est de l'Italie et s'étend sur 150 000 hectares, entre les régions de Molise, des Abruzzes et du Latium. Il s'agit d'une zone de moyenne montagne à une altitude comprise entre 900 m et 2 200 m.

## Historique

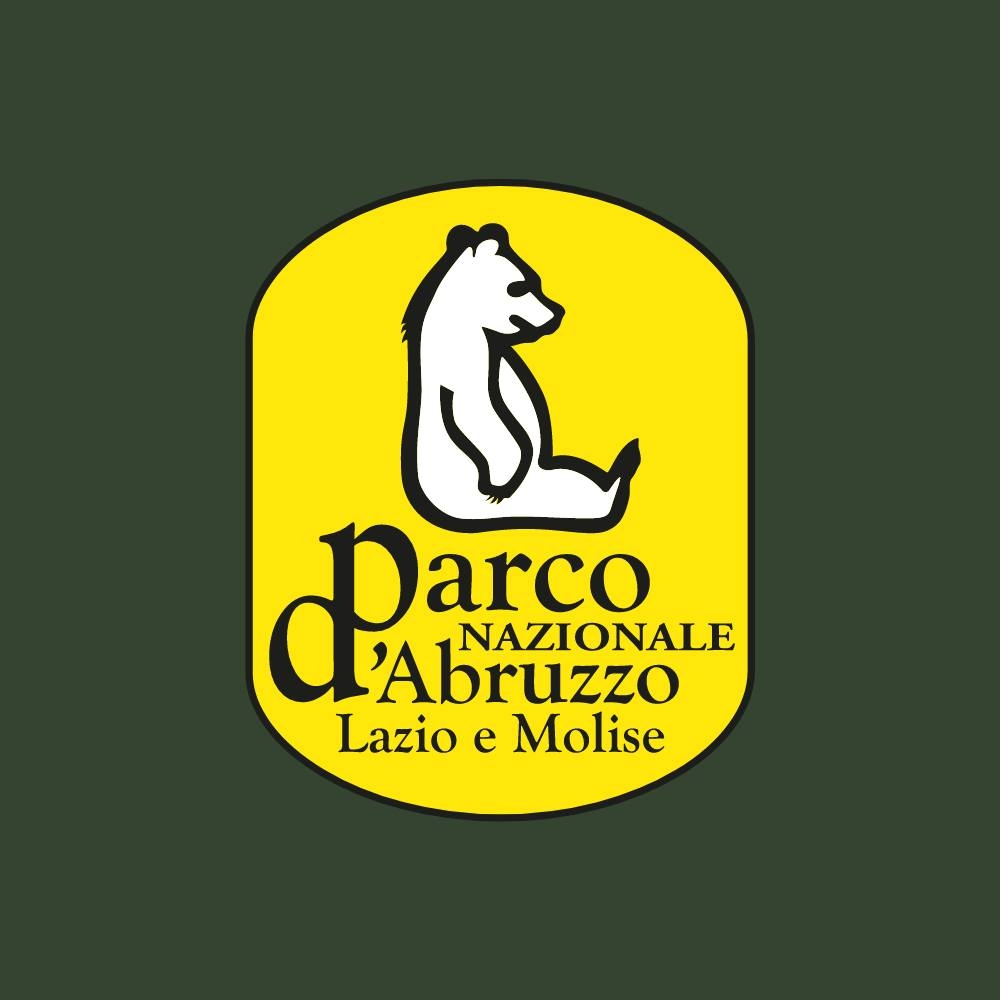
Logo du parc national des Abruzzes, Latium et Molise.

L'histoire du plus important parc des Abruzzes débute en 1872 où, en même temps que naît le plus ancien parc national du monde (celui de Yellowstone), une réserve royale de chasse à l'ours est instituée. On commence à parler d'un parc national en 1913. Il faut absolument sauver les derniers ours et les derniers isards qui ne sont plus que 15 en 1915. En 1921, sur la proposition de Erminio Sipari, membre du parlement du royaume d'Italie et cousin de Benedetto Croce, la  Fédération Pro Montibus et Sylvis  loue de la commune d'Opi la Camosciara, une localité très sauvage du parc où pullulent isards, en créant un noyau protégé de 500 hectares qui atteint 12 000 hectares en 1922, lorsqu'il y a eu à Pescasseroli l'inauguration du Parc national des Abruzzes. En 1923, avec la création de la Communauté autonome, présidé par Erminio Sipari, le parc s'étend sur 18 000 hectares, puis est porté une première fois à 28 000 hectares (1925), et une seconde fois à 30 000 hectares en 1926.Cela permet de sauver les derniers ours et porter le nombre des isards à 100.
Mais en 1933 le régime fasciste supprime la gestion du parc et le territoire tombe aux mains des braconniers. Le nombre des isards retombe à 30 et les ours risquent de disparaître. Ce n'est qu'après la Seconde Guerre mondiale, en 1950 que la gestion du parc est reprise. Mais cette période de tranquillité est de courte durée, car à la suite du boom économique de l'Italie, pour des raisons touristiques, entre 1963 et 1969, la gestion du parc est encore supprimée : on trace des routes, on abat des arbres, on construit des villas, on réalise des stations de ski. 3 000 hectares de surface disparaissent, 120 000 arbres sont abattus et la faune sauvage retombe à nouveau dans le chaos.
Finalement sous la pression des écologistes le parc est restructuré en 1969. La zone de protection externe est créée, ce qui rajoute 60 000 hectares de surface, qui s'amplifie encore de 10 000 hectares en 1976. Le parc mesure alors 100 000 hectares. C'est à cette date que le Parc national des Abruzzes réussit à convaincre l'État de protéger ses derniers loups (moins de 100 à l'époque). En 1988, on suspend la chasse sur tout le territoire du parc.
Cette protection du loup semble, en 2017, être remise en cause afin de protéger les éleveurs.
En 1990, le parc s'agrandit de 4 000 hectares, puis encore de 6 000 hectares en 2000.

## Organisation
Le parc est divisé en 4 zones :  
- une zone d'altitude réserve intégrale où l'on peut marcher mais uniquement sur certains sentiers (un quart du parc) ;
- une zone de réserve avec activités humaines limitées et randonnée mais pas de camping ;
- une zone de campagne traditionnelle ;
- une zone villageoise où les pistes forestières sont fermées par des barrières.

Le parc complète la nourriture les animaux sauvages pour empêcher ceux-ci de descendre dans les zones habitées par l'homme. La nourrissage se fait avant l'hiver par hélicoptère et dans des aires discrètes (viande, carottes, pomme, maïs). De même, il encourage la replantation d'arbres fruitiers servant à l'alimentation de l'ours et de vergers entre 1000 et 1200 m pour éviter que celui-ci descende dans les villages.
Des filets, ponts et passerelles permettent aux ours de traverser les voies rapides et de chemin de fer. La chasse est interdite dans la zone centrale mais autorisée pour le sanglier dans la zone externe. L'industrie forestière est interdite, le parc essayant d'acheter les forêts et le débardage se fait si possible à cheval.

## Sites remarquables
- La Camosciara : au centre de la réserve intégrale et le sommet du Balzo della Chiesa (2 050 m). Parois dolomitiques, cascades, forêts et animaux sauvages.
- Valle di Rose.
- Valle di Sagittario.
- Val Fondillo : grotta delle Fate, vallico dell'Orso.
- Vallico dell'Aia della Forca : forêt, lac Vivo.

Sommets réputés pour leur panorama : 
- Mont Genzana (2 176 m) ;
- Monte Marsicanno (2 242 m) ;
- Balzo della Chiesa (2 050 m) ;
- Mont Petroso (2 247 m).

Chaque village du parc possède un enclos avec des animaux : musée et chamois à Opi (museo del Camoscio d'Abruzzo), loups et lynx à Civitella, daim dans la valle del Sagitario et cerfs à Villavallelonga.

## Faune
Le parc national des Abruzzes a permis de sauver, tout en préservant les paysages, les isards des Abruzzes (Rupicapra pyrenaica ornata), les ours bruns marsicains et les loups des Apennins. 2 000 000 d'arbres ont été sauvés de l'abattage, les villages ont été économiquement revalorisés et ne se sont plus dépeuplés. Chaque année, 2 000 000 de touristes venus du monde entier visitent le parc des Abruzzes, où est privilégié le tourisme vert.
Il y aurait environ 50 ours bruns, 50 loups, 600 isards et quelques lynx ; et plus encore cerfs et chevreuils (réintroduits dans les années 1970 comme gros gibiers pour les loups). Très rare, la loutre.

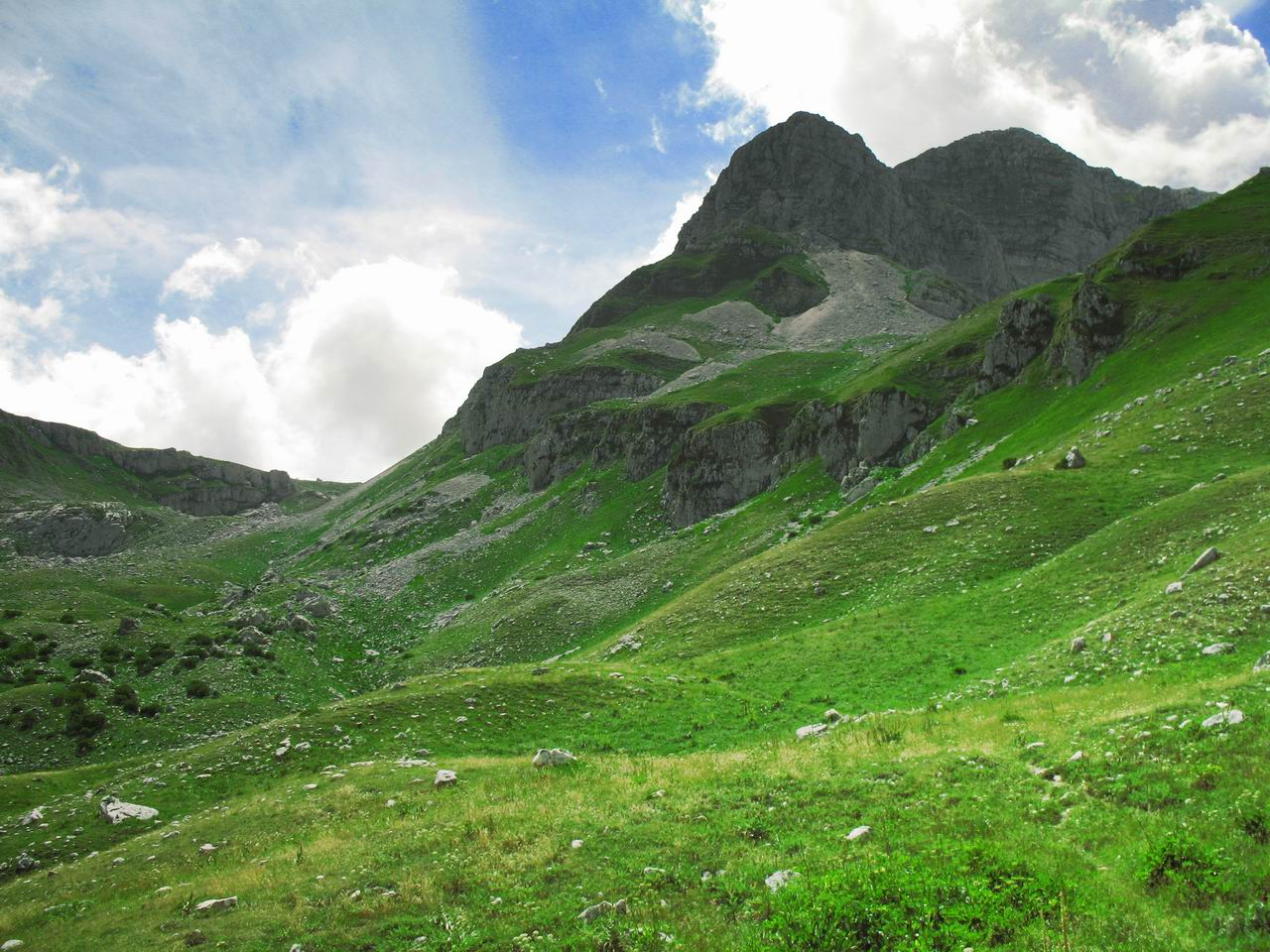
Paysage du parc.
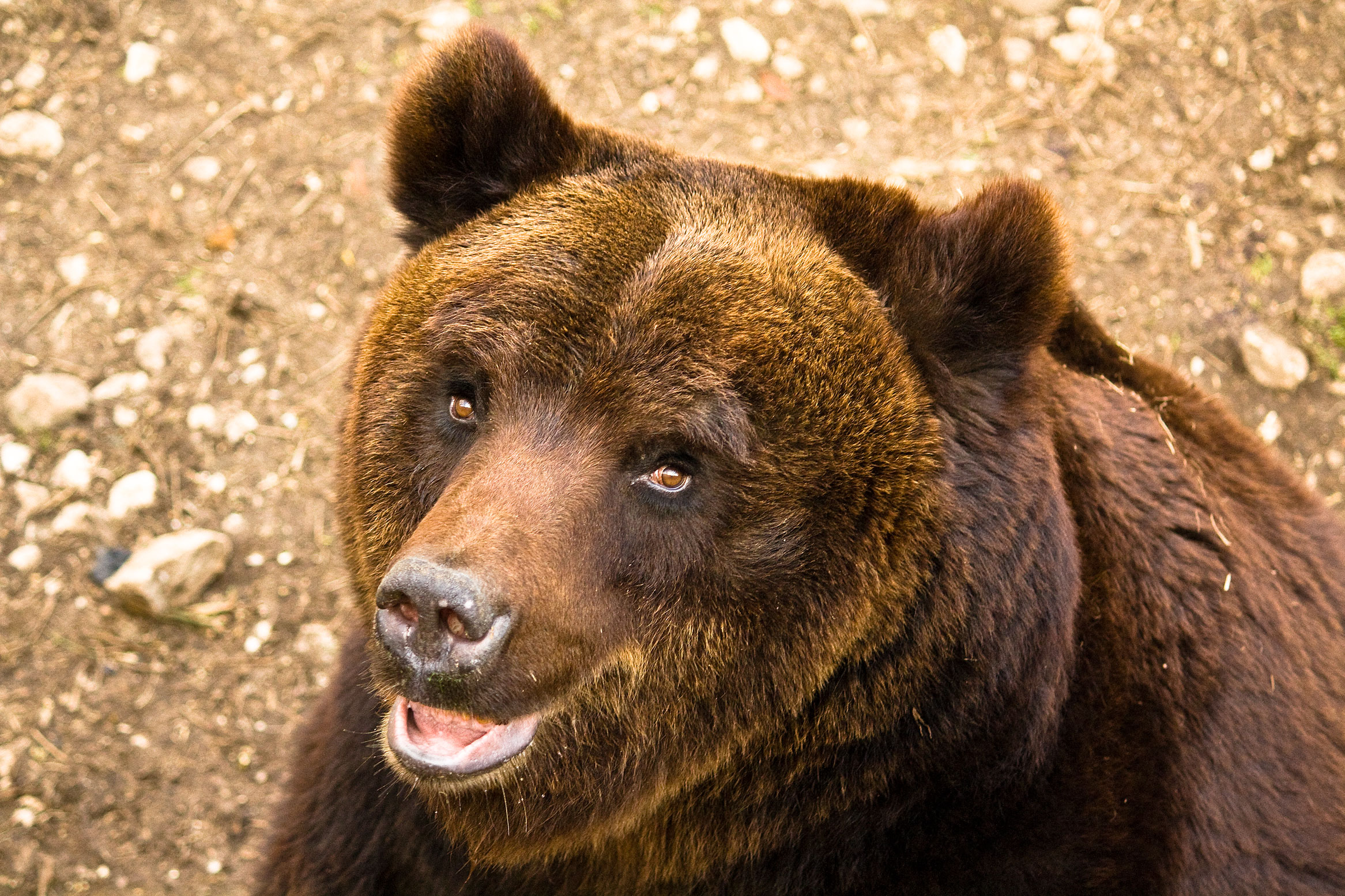
Ours brun marsicain.
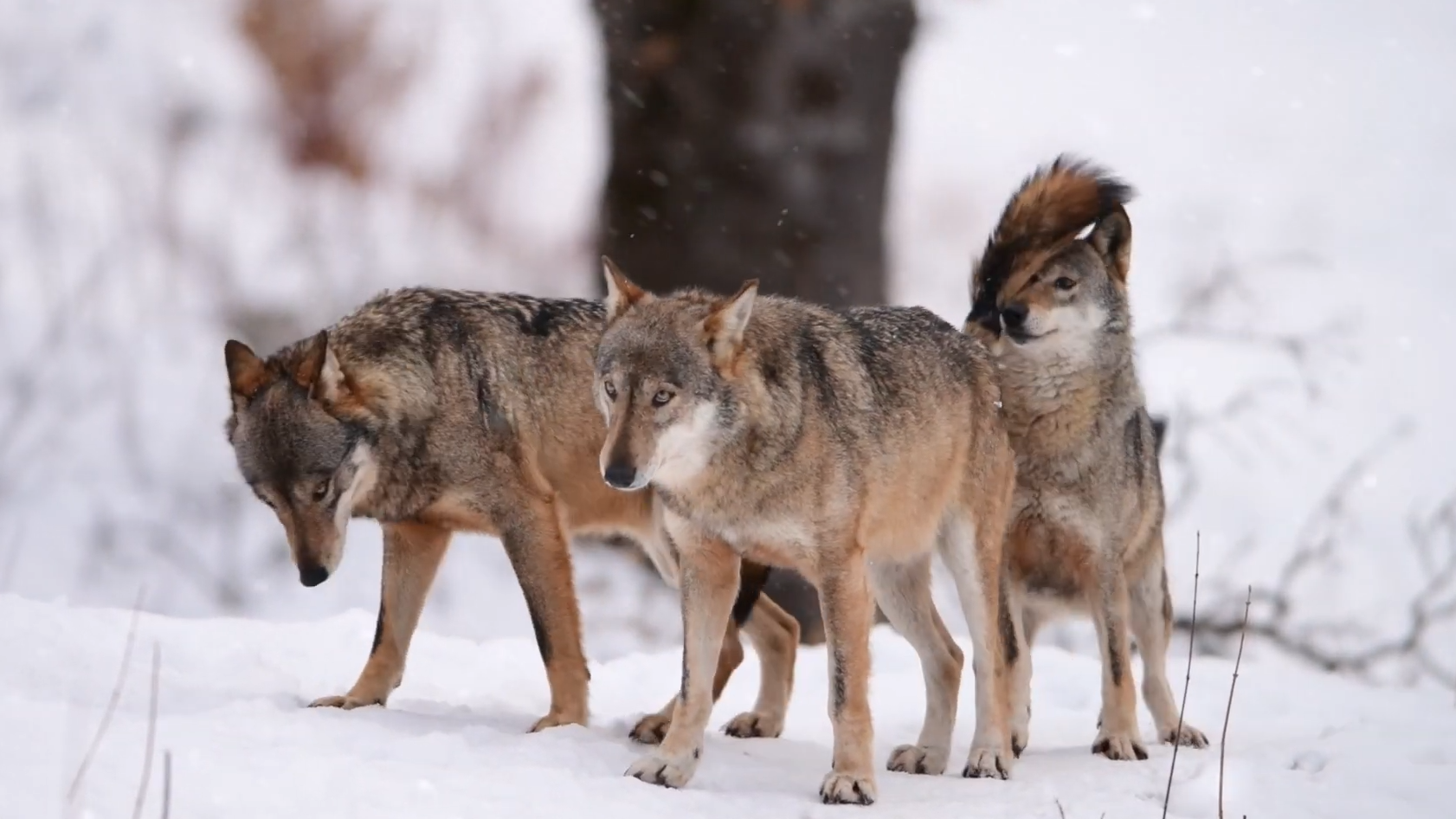
Loups des Apennins.
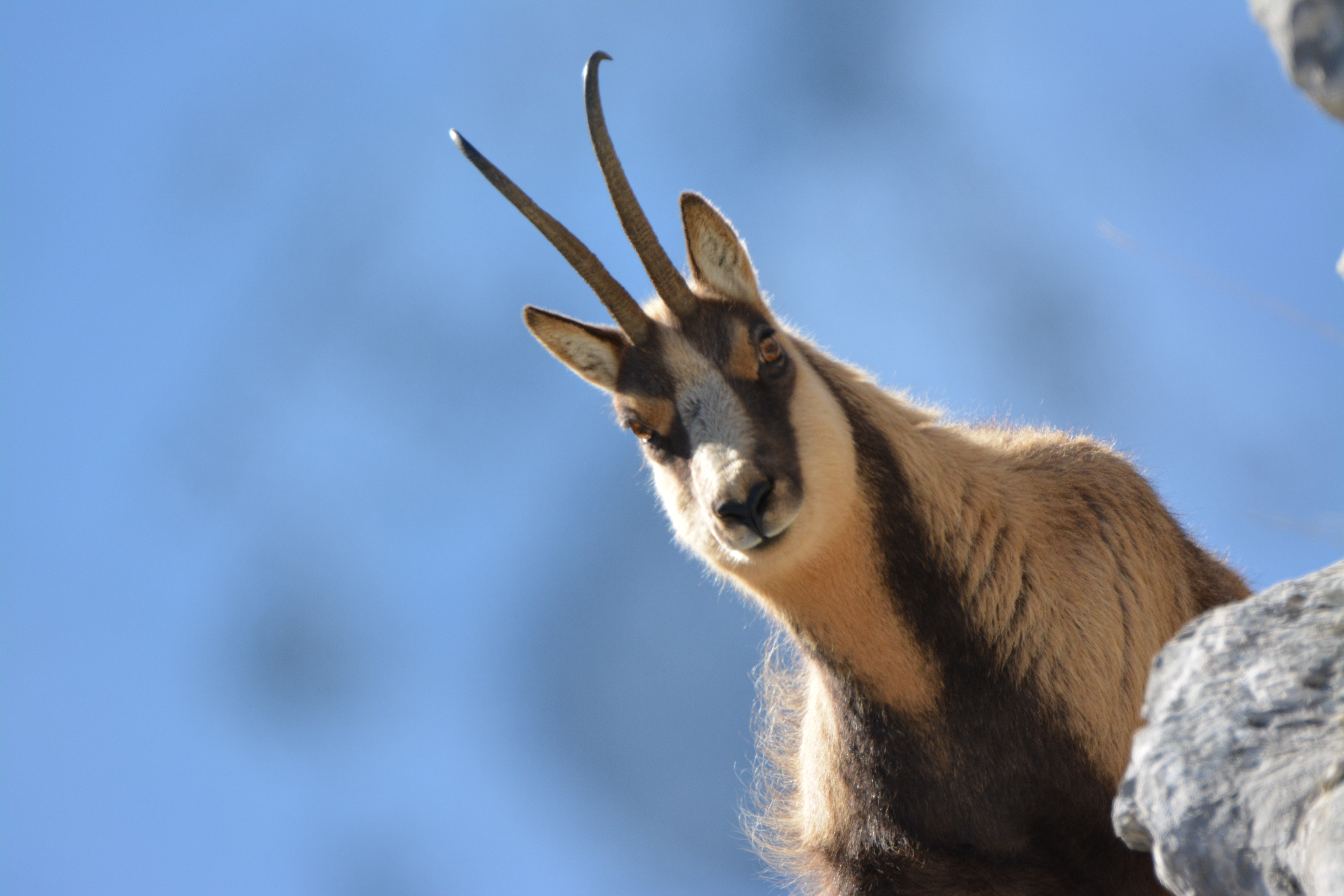
Isard des Abruzzes.

## Accès
- Siège du parc : au village de Pescasseroli dans la haute vallée du Sangra.
- Autres villages points de départ : Villavallelonga, Opi (val Fondillo), Civitella Alfedana (val di Rose), Barrea et Villetta Barrea
- Refuge de Forca Resuni (1 952 m).
- Refuge Belvedere della Liscia (1 440 m).
- Refuge de Casone Antonucci.